# 江寧府 (清)

江蘇省の江寧府の位置（1820年）

江寧府（こうねいふ）は、中国にかつて存在した府。清代から民国初年にかけて、現在の江蘇省南京市一帯に設置された。

## 概要
887年（光啓3年）、唐により潤州上元県に昇州が置かれた。昇州は江南東道に属し、上元・句容・溧水・溧陽の4県を管轄した。
920年（武義2年）、五代十国時代の呉により昇州は金陵府に昇格した。937年（昇元元年）、南唐により金陵府は江寧府と改称された。
975年（開宝8年）、北宋により江寧府は昇州と改められた。1018年（天禧2年）、昇州は江寧府に昇格した。1129年（建炎3年）、南宋により江寧府は建康府と改称された。建康府は江南東路に属し、上元・江寧・句容・溧水・溧陽の5県を管轄した。
1277年（至元14年）、元により建康府は建康路と改められた。1329年（天暦2年）、建康路は集慶路と改称された。集慶路は江浙等処行中書省に属し、録事司と上元・江寧・句容の3県と溧水州・溧陽州、合わせて1司3県2州を管轄した。1356年、朱元璋により集慶路は応天府と改められた。
1368年（洪武元年）、明により応天府は南京とされた。応天府は南直隷に属し、上元・江寧・句容・溧水・溧陽・高淳・江浦・六合の8県を管轄した。
1645年（順治2年）、清により応天府は江寧府と改称された。江寧府は江蘇省に属し、上元・江寧・句容・溧水・高淳・江浦・六合の7県を管轄した。
1912年、中華民国により江寧府は南京府と改称された。